# Djelatnik
Djelatnik ili radnik je u najširem smislu, osoba koji želi postići odredeni cilj kroz fizičku i / ili mentalnu djelatnost ili rad. U užem smislu zarađuje svoju plaću uporabom svoje - najčešće fizičke radne snage koju stavlja na raspolaganje svojem poslodavcu.
Radnici mogu biti kvalificirani ili nekvalificirani, a mogu biti uključeni u proizvodnju, rudarstvo, graditeljstvo, obrtništvo, održavanje, ili na tehničkim postrojenjima.
Povijesno gledano, pojam radnika je u svezi industrijske revolucije i marksizma, socijalizma, anarhizma od velikog značaja: primjerice radnička klasa, proleter itd...
Sama imenica "djelatnik" u hrvatskom jeziku se u 19. stoljeću upotrebljavala u značenju "radni dan" (primjerice, u romanu U registraturi), u rječnicima iz 1860., 1901. i 1971. je nema (koriste se radnik, namještenik i službenik), da bi se od 1991. godine počela intenzivno koristiti u značenju "radnik".